# Cyathopsis floribunda
Cyathopsis floribunda är en ljungväxtart som beskrevs av Adolphe-Théodore Brongniart och Gris. Cyathopsis floribunda ingår i släktet Cyathopsis, och familjen ljungväxter. Inga underarter finns listade i Catalogue of Life.